# Innu (volk)

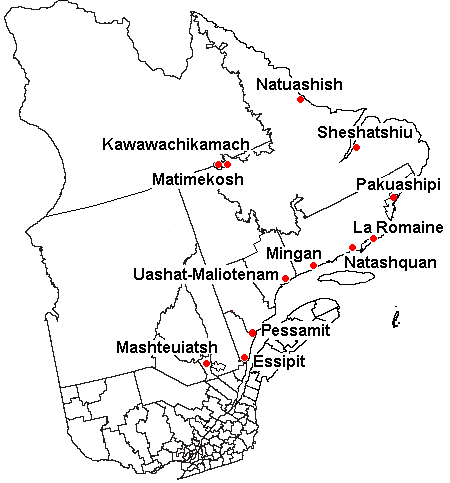
Innu-vestigingen in Quebec en Labrador en de twee Naskapi-gemeenschappen (Kawawachikamach en Natuashish)

De Innu zijn de inheemse bewoners (indianen) van het oostelijke gedeelte van de Canadese provincie Quebec en de regio Labrador. Ze noemen hun land Nitassinan ("Ons land") en spreken een Creetaal die tot de Algonkische talen behoort. Hun voorouders woonden al sinds ongeveer 6.000 v. Chr. in dit gebied als jager-verzamelaars, ze leefden van de jacht op kariboe (rendier), eland, herten en klein wild. Langs de kust en in meren werd ook gevist en waar de esdoorn groeide werd sap afgetapt. Ze woonden in tenten gemaakt van dierenhuiden en berkenbast.
Alhoewel Franse kolonisten in de 17e eeuw een onderscheid maakten tussen de montagnais (bergbewoners) en de noordelijker wonende Naskapi, gaat het om één volk. De Naskapi kenden een nomadische leefwijze, in tegenstelling tot de meer sedentaire Montagnais, die zuidelijker leefden en enige landbouw konden toepassen. 
Volgens de volkstelling van 2021 telt Canada ruim 28.000 Innu. Het merendeel onder hen woont in twaalf nederzettingen in reservaten.

## Demografie
Bij de Canadese volkstelling van 2021 gaven er 28.225 mensen aan dat ze op het vlak van etnisch-culturele afkomst Innu waren. Hiermee vormen ze een zeer klein minderheid die minder dan 0,1% van de Canadese bevolking vormt. Een derde onder hen had de Innu-taal als moedertaal, in de Montagnais- of Naskapi-variant.
Zo'n 85% van de Innu woonden anno 2021 in de provincie Quebec. De provincie Newfoundland en Labrador was met 2.350 Innu goed voor zo'n 8% van de totale Canadese Innu-bevolking. Zo'n 7% van de Innubevolking woont buiten dit kerngebied, met onder andere een grote groep in Ontario.

## Geschiedenis

### Prehistorie

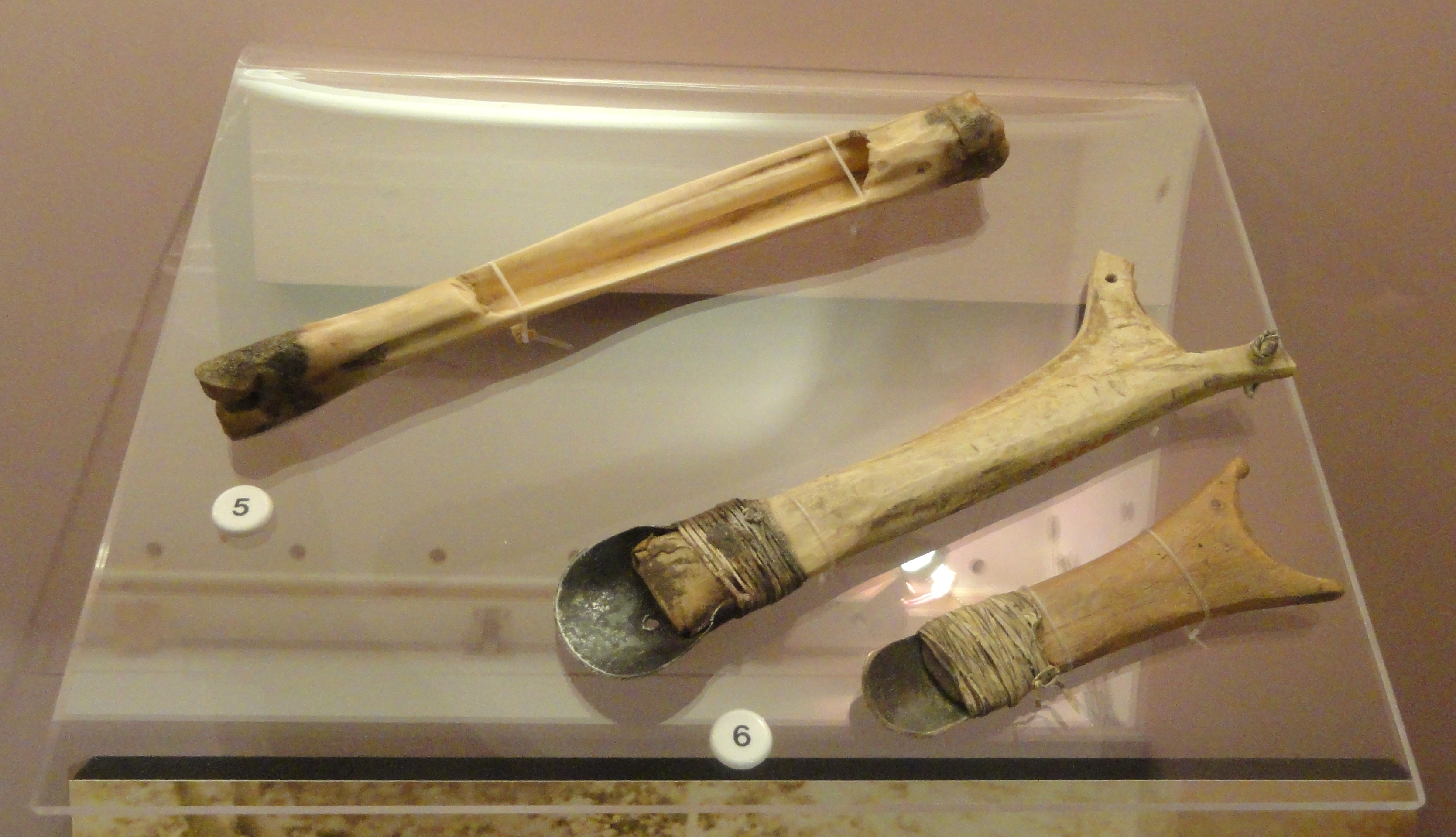
Innu-voorwerpen uit de Native American Collection, Harvard Universiteit, Massachusetts

Het leefgebied van de Innu werd reeds duizenden jaren bewoond door inheemse culturen zoals de Maritiem-Archaïsche cultuur. Hoewel sommige archeologen vermoeden dat deze cultuur verwant is aan de latere Innucultuur, ontbreekt hiervoor tot op heden bewijs.
De Innucultuur zelf begon ongeveer rond het begin van de jaartelling in een periode die onderzoekers de Late Indian Period noemen. Noord-Quebec en Newfoundland lijken vanaf toen in cultureel opzicht een relatieve eenheid geweest te zijn. Aanvankelijk woonden er nog geen Inuit, die verder noordwaarts woonden (onder meer op Baffineiland). De komst van Europeanen in de 16e eeuw lokte echter een zuidwaartse verplaatsing van de Inuit uit, tot aan de Straat van Belle Isle. Hierdoor begon hun leefgebied en het oostelijkste deel van dat van de Innu voor een deel overlappen. Het aantal Inuit in Labrador in de 16e eeuw wordt op ongeveer 1000 geschat.
De vroegste vermelding van de Naskapi verschijnt rond 1643, als de jezuïet André Richard een groep als "Ounackkapiouek" aanduidde, maar daar is niet meer van bekend dan dat het een van de kleine inheemse volken waren die ten noorden van Tadoussac woonden. De term "Naskapi" verschijnt voor het eerst in 1733, toen het om een groep ging van ongeveer 40 families die aan Lake Achouanipi verbleven. Niet bekend is waarom er onderscheid werd gemaakt met de Montagnais. De huidige naam "Innu" betreft beide groepen. De Montagnais-Innu leefden vanouds in het meer bergachtige en beboste zuidelijk deel; de Naskapi-Innu op de kale toendra in het noordelijk deel van het leefgebied.

### Historische band met andere inheemse volkeren
Europese kolonisten spraken over de Innu soms als de Petits Esquimaux, om ze te onderscheiden van de Grands Esquimaux, waarmee ze de Inuit bedoelden. De Innu zijn als indianenvolk nochtans niet verwant met de Inuit of Eskimo's.
De Innu waren gelieerd met de Atikamekw, Maliseet en Algonkin tegen hun traditionele vijanden, de Mi'kmaq en Irokezen. Tijdens de beveroorlogen (1640-1701) ondernamen de Irokezen (Mohawks) plundertochten op het gebied van de Innu en Atikamekw, ontvoerden vrouwen en krijgers in slavernij en stroopten hun jachtgronden af op zoek naar pelzen. De in het noordelijk deel van het woongebied levende Naskapi leefden in een conflictueuze situatie met de Inuit of Eskimo's (zowel de Neo-Eskimo's als de Paleo-Eskimo's).

### 16e - 18e eeuw
Tussen 1530 en 1750 zeilden regelmatig Baskische, Franse en Engelse schepen naar de rijke vangstgebieden voor de oostkust van Labrador en de Straat van Belle Isle. De Innu dreven handel met hen, vooral bij Brest Grand Bay (Old Fort). Ze hielpen de Basken bij de visverwerking, waarvoor ze beschuit, brood en cider terugkregen. Twee archeologische vindplaatsen, Mecatina en Harve Boulet, stammen uit de 17e en 18e eeuw. De Eskimo's die naar centraal en Zuid-Labrador trokken, drongen de Innu geleidelijk naar het zuiden, naar het binnenland van Labrador en de noordkust van de Saint Lawrencebaai. Eind 16e en begin 17e eeuw bevonden de Eskimo's zich in Sandwich Bay, daar werden ook Europese voorwerpen uit die tijd gevonden. In mondelinge overleveringen van de Innu is sprake van schermutselingen met Eskimo's. De Basken zouden volgens Loewen vanaf 1580 zijn weggebleven door de verstrooiing van de hen goedgezinde Irokezen en de komst van Franse handelaren in Tadoussac.

### De Fransen (16e eeuw – 1763)
Toen Jacques Cartier in 1535 het dal van de Saint Lawrence bereisde, werd het bewoond door de sedentaire Irokezen die landbouw bedreven, maar in de tweede helft van de 16e eeuw om onbekende reden vertrokken.
In 1599 verkreeg Pierre Chauvin de Tonnetuit († 1603), een ondernemer uit Honfleur, het pelsmonopolie en probeerde handelsbetrekkingen met de Montagnais op te bouwen. Hij vestigde in 1600 in Tadoussac op de noordoever van de Saint Lawrence de eerste pelshandelspost in Noord-Amerika, deze was in bedrijf tot 1652. Later volgden andere posten. De Montagnais stonden bij de Europeanen in het algemeen niet als oorlogszuchtig bekend. De verhouding met de Fransen was goed, ze hielpen de Innu in hun conflicten met de vijandige Irokezen, die met de Britten waren gelieerd en vanuit hun gebied in de huidige staat New York uitvallen deden. Bij een gewapend treffen in 1609 werden drie opperhoofden van de Irokezen door de Fransen gedood. Dit was bepalend voor de Frans-Irokese relatie in de volgende 100 jaar.

Nieuw-Frankrijk-kaart van Champlain (1612), linksonder „Montagnais“

Vanaf 1620 hadden de Innu in de omgeving van de handelsposten de beschikking over metalen gereedschappen en -wapens, een aantal droeg Europese kleding. Met de Inuit kwam het soms tot een hevig treffen. In 1640 kwam het tot een slachtpartij op het Île des Esquimaux in de Saint-Paul-rivier, waarbij 1.000 Inuit zouden zijn gedood. Een dergelijke gebeurtenis vond ook in 1757 plaats bij Battle Harbour.
Vanaf ongeveer 1680 liep het aantal Basken dat het gebied bezocht terug. In 1702 kon Augustin Le Gardeur de Courtmanche de visserijrechten tussen Kegaska en Hamilton Inlet verkrijgen. Hij richtte Fort Pontchartrain in Brador op, en verschafte werk aan ongeveer 30 Innu-families. Na zijn dood in 1717 nam zijn schoonzoon Martel de Brouague de leiding over, die in 1743 zijn pelshandel vergrootte door het bouwen van een handelspost in Sheshatshiu. De Zevenjarige Oorlog (1756-1763) begon in Amerika al in 1754. In 1760 vielen de handelsnederzettingen in Labrador in Engelse handen. Daarmee werd de Labrador Company onder Adam Lymburner tot monopolist ten noorden van de Saint Lawrence.

### De Britten (1763–1871)
Nadat de Verenigde Staten in 1783 werden erkend mochten hun vissers weliswaar voor de kust van Newfoundland vangen, maar niet aan land gaan. Toch richtten vissers uit New Jersey een vestiging bij Blanc-Sablon op. Rond het begin van de 19e eeuw visten veel Amerikaanse schepen voor de kust van Oost-Canada. Na de oorlog van 1812 tussen de Verenigde Staten en Groot-Brittannië ontstond een economische crisis met in 1817 in Newfoundland een hongersnood tot gevolg. Drie jaar later ging de New Labrador Company, die de handel had gemonopoliseerd, failliet. Drie Canadese ondernemers namen de vrijgekomen plaats over. De Amerikanen kregen pas in 1871 weer volledige vangstrechten. Ook de Hudson's Bay Company was in dit gebied met handelsposten vertegenwoordigd.

### Canada (vanaf 1871)

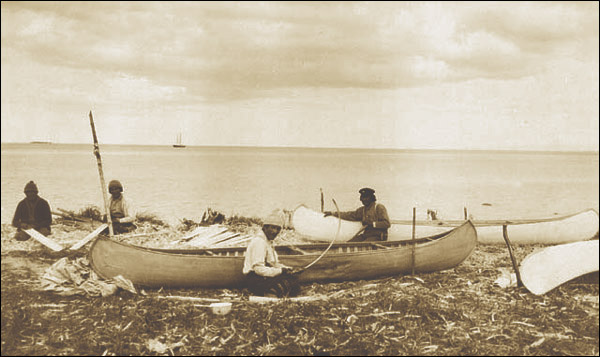
Innus maken een kano, bij Sheshatshiu rond 1920

Het gebied van de Innu bleef lange tijd buiten het in Canada gebruikelijke indianenbeleid. Gebrek aan ontsluiting door infrastructuur maakte dat de nomadische groepen ongrijpbaar waren en ver van de beschaving stonden. Bij hen was geen geld in omloop, de jacht leverde op wat nodig was om te leven. In 1918 bereikte de Spaanse griep ook dit gebied, waarbij sommige Eskimodorpen tot driekwart van hun inwoners verloren. Hoe erg de Innu werden getroffen is niet duidelijk.

#### 20e eeuw
Het uitgestrekte Innu-gebied gold lange tijd als bijna onbewoond en economisch van weinig belang. Tijdens de economische crisis van rond 1930 nam de vraag naar bont sterk af en verloren de indianen een inkomstenbron.
In de jaren vijftig kwam de eerste infrastructuur, een spoorlijn van Sept-Îles naar Schefferville. In 1992 kwam er een (niet-geasfalteerde) weg naar Happy Valley-Goose Bay. Toen de bosbouw en mijnbouw aan het begin van de 20e eeuw een aanvang hadden genomen geraakten de Innu meer gevestigd in dorpen, daartoe (deels) gedwongen door de overheid. Ook de katholieke kerk oefende druk uit op de in tenten wonende Innu om zich te vestigen in vaste woningen, in het geloof dat hierdoor hun leven zou verbeteren en de leerplicht voor kinderen kon worden nagekomen. In de winter van 1971/72 vond de laatste verhuizing plaats van een nomadische groep die nog in tenten woonde, naar huizen in het dorp Pukuatshipit. Daarmee kwam een eind aan het nomadische tijdperk. Omdat hiermee ook traditionele sociale structuren verstoord raakten en het jagen en vissen verder afnamen, ontstonden in de nederzettingen problemen als alcoholisme, drugsgebruik, huiselijk geweld en zelfmoorden.
Een deel van de mannen werkten in de nikkel- en kopermijnen van Utshimassits en Sept-Îles. De jacht op kariboes duurde voort omdat in het noorden van Labrador de grootste kudde van Noord-Amerika leeft met naar schatting 800.000 dieren. Een reden hiervoor was ook het gebrek aan andere werkgelegenheid, en de als vernederend ervaren afhankelijkheid van sociale voorzieningen. De regering ondermijnde deze leefwijze echter met strikte jachtreglementen. Midden jaren '90 was de desintegratie van de Innu-samenleving in volle gang. Leegloop, afhankelijkheid en aangetast zelfrespect stonden aan de basis van drugsverslaving, geweld en hoge zelfmoordcijfers.
In 1994 dreigde een escalatie. Een groep Innu-vrouwen had een Canadese rechter en zijn politie-escorte verjaagd. Met hulp van buiten, de Peace Brigades International, werd escalatie voorkomen.

#### Herleving bewustzijn
In 1996 hadden van de circa 1000 inwoners van het grootste dorp Sheshatshiu slechts 135 werk. In 1997 bezocht koningin Elizabeth II van het Verenigd Koninkrijk het dorp en nam een petitie van de Innu in ontvangst. Hun klachten beperkten zich tot het allernoodzakelijkste. De leefomstandigheden in het Innudorp Davis Inlet (voor de kust van Labrador) waren zo slecht, dat de Canadese overheid de bevolking deed verhuizen naar een splinternieuw dorp in de buurt: Natuashish. Sociale problemen zoals alcohol- en drugmisbruik, huiselijk geweld en werkloosheid bleven echter ook bestaan in het nieuwe dorp.
Een 2,9 miljard dollar vergend mijnbouwproject van Inco (Toronto) was midden jaren '90 gepland; de aanleg van een nikkelmijn in Voisey’s Bay kwam zonder wezenlijke deelname van de Innu tot stand. Wel droegen ze de ecologische nadelen, terwijl het metaal naar Argentia op Newfoundland werd gebracht voor verdere verwerking.
In deze situatie werd de Tshikapisk Foundation opgericht, die zich voor de culturele herbeleving en een eigen economische basis voor vooral de jongere Innu inzet. In 1999 begon in het Labrador College een poging, de cultuur en geschiedenis van de Innu in kaart te brengen. Enkele jaren later ontstond hieruit Nutshimiu Atusseun, een zelfstandig cultuurinstituut. In 2001 werd het Innu Cultural Center in Kamestastin opgericht, enkele huizen aan de met water gevulde inslagkrater van het Mistasinmeer. Bij het centrum bevinden zich sinds 2005 enkele gastenverblijven in een eco-lodge. Zowel Air Labrador als de voor 51% in Innu-handen zijnde vliegmaatschappij Innu Mikun verbinden het dorp met Goose Bay.
In februari 2010 veroorzaakten 150 Innu uit Québec een publiek debat over de jachtrechten van de Innu, toen ze in een deel van Newfoundland op kariboejacht gingen. Shawn Atleo, leider van de vergadering van de First Nations verdedigde de jacht als de oudste traditie van de Innu. Jagen en vissen zijn voor hen tot in de 21e eeuw belangrijk gebleven.

## Innu First Nations
De huidige First Nations van de Innu worden door drie stamraden (tribal councils/conseil tribal) naar de provinciale en de landsregering vertegenwoordigd: het Conseil Tribal Mamuitun vertegenwoordigt vijf gemeenten (Mashteuiatsh, Essipit, Pessamit, Uashat-Maliotenam en Matimekush), het Conseil tribal Mamit Innuat vertegenwoordigt vier gemeenten van de oostelijke Innu (Ekuanitshu, Pakua Shipu, Unamen Shipu en Natashquan) en de Innu Nation vertegenwoordigt de belangen van twee gemeenten in Labrador: de Innu van Sheshatshiu en de Naskapi- of Mushuau Innu van Natuashish bij de Davis Inlet.
De totale Innubevolking inclusief Naskapi bedraagt ruim 22.000 (2014) waarvan ruim 10.700 Innu-aimun spreken en ruim 1200 Iyuw-Iyimuun (Naskapi-dialect). Men kan elkaar verstaan, de verschillen zijn klein als bij een dialect. De meesten spreken ook Frans (vooral de Montagnais-Innu) of Engels (de Naskapi).

### Westelijke Innu

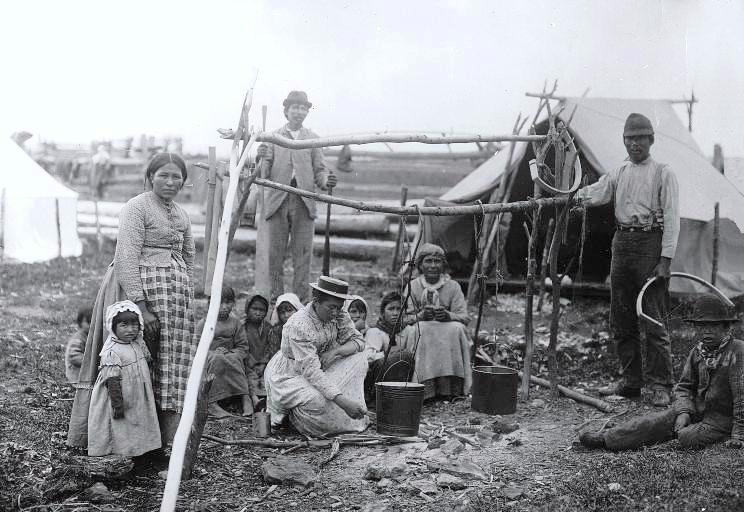
Familie in Lac-St-Jean, 1898

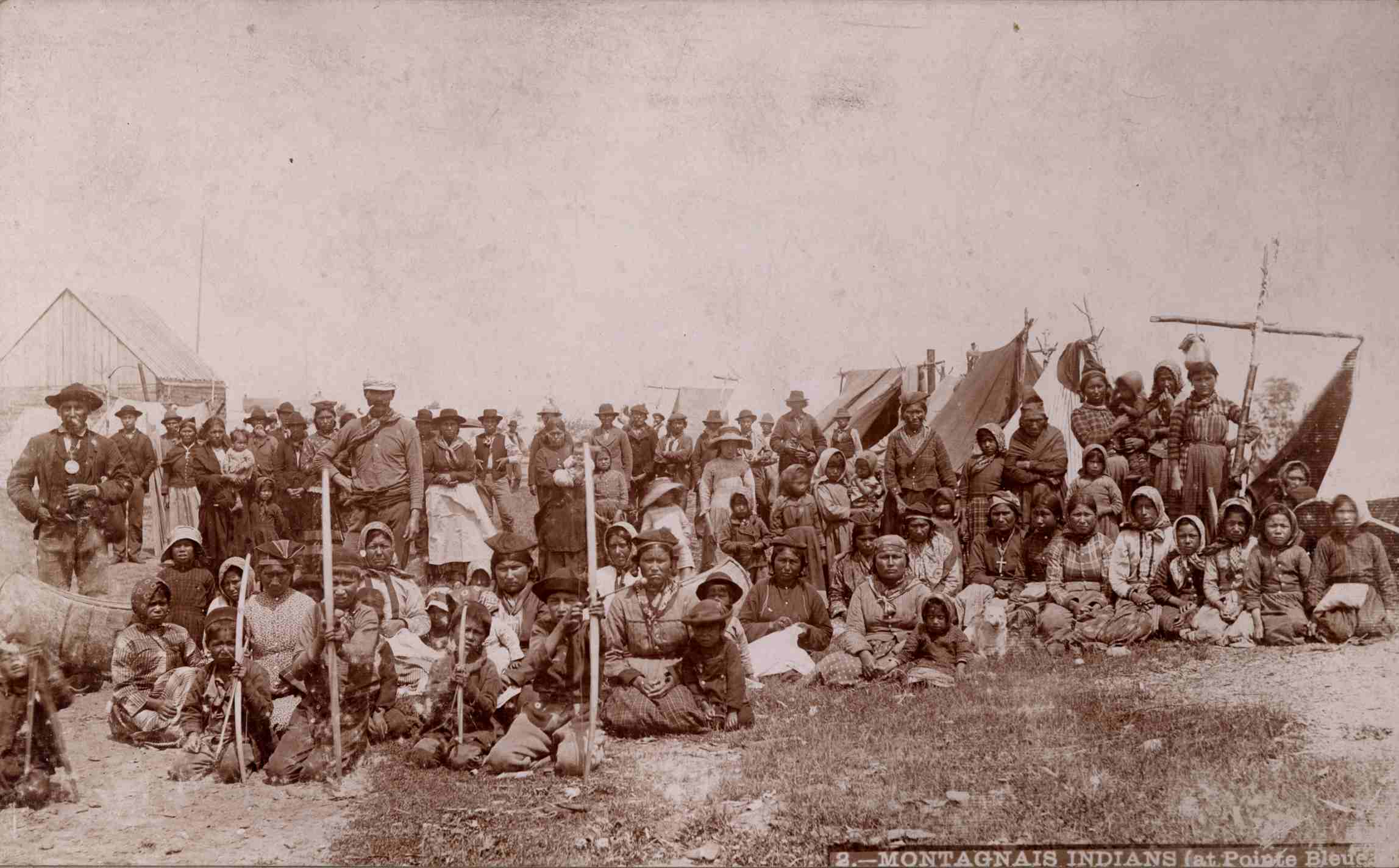
Montagnais indianen bij Pointe Bleue, Lac-St-Jean, 1890

- Montagnais du Lac St-Jean[24][25]. De tegenwoordige First Nation werd in 1856 Ouiatchouan aangeduid en was het eerste Innu-reservaat dat werd bewoond. In 1985 werd het hernoemd tot Mashteuiatsh. Het ligt ca. 6 km van Roberval aan de westoever van Lac Saint-Jean. Reservaat: Mashteuiatsh, ca. 15 km², bevolking 6.626 (januari 2017).[26]
- Innue Essipit[27]
 Het reservaat ligt aan de noordoever van de Saint Lawrence nabij de Les Escoumins Bay, 40 km noordoost van Tadoussac. Reservaat: Innue Essipit ca. 88 ha, bevolking 747 (januari 2017).
- Bande des Innus de Pessamit Het reservaat ligt aan de noordoever van de Saint Lawrence, 54 km zuidwest van Baie-Comeau, aan de monding van de Betsiamites rivier. Het reservaat heeft een oppervlakte van ca. 252 km², bevolking in januari 2017: 3.953.

### Oostelijke Innu

#### Centrale Innu
- Innu Takuaikan Uashat Mak Mani-Utenam[28]
Deze First Nation heeft twee nederzettingen: de Uashau-innu leven in het reservaat Uashat in de stad Sept-Îles, de Apituamiss-innu wonen ca. 16 km oostelijk van Sept-Îles in Maliotenam, oppervlakte van de beide reservaten samen ca. 6,5 km². Bevolking in januari 2017: 4.620.

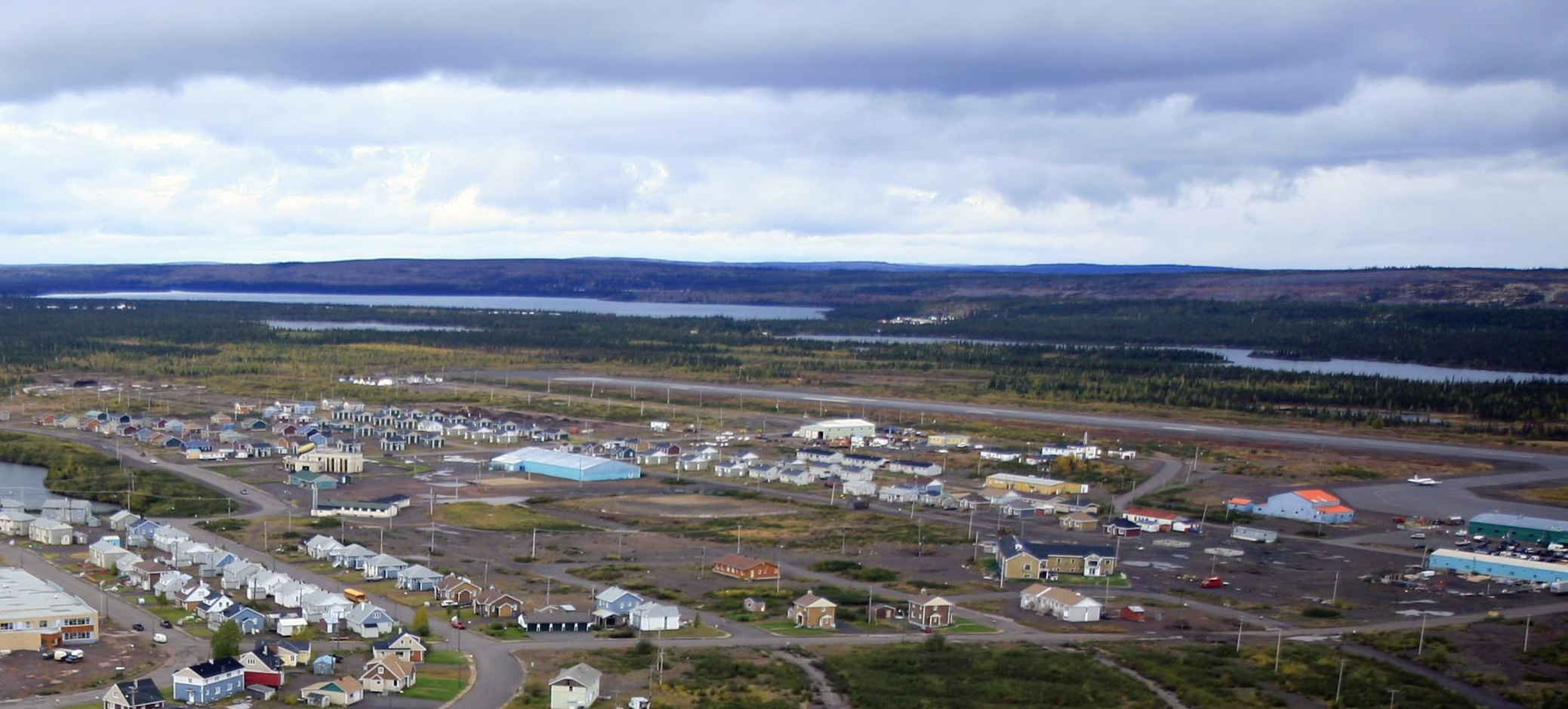
Matimekosh - enclave in Schefferville

- La Nation Innu Matimekush-Lac John of "Innu van het Knob Lake". Knob Lake was de naam van de eerste nederzetting die ten noorden van Schefferville lag.[29][30]
 Dit gebied was de noordelijke grens van het jachtgebied van de Innu en Naskapi, ze woonden hier echter niet permanent. Na het begin van de mijnbouw in de jaren vanaf 1950 vestigden zich Naskapi uit Kuujjuaq (Fort Chimo)[31] en enkele Mishta-shipiunnu uit Maliotenam in Schefferville. Ze werkten voor de mijnbedrijven als gidsen bij geologisch onderzoek en hielpen bij de aanleg van de spoorlijn naar Sept-Îles. Deze First Nation heeft twee nederzettingen: ze liggen aan het Lake Pearce en het John Lake: reservaat Matimekosh (kleine forellen) is een enclave in de plaats Schefferville, ca. 510 km noord van Sept-Îles; reservaat Lake John ligt ca. 2 km noordoost van Schefferville, oppervlakte van beide reservaten samen 94 ha, bevolking in januari 2017: 986.

#### Oostelijke / Lower North Shore Innu
- Les Innus de Ekuanitshit – De nederzetting Ekuanitshu, voorheen Mingan ligt aan de monding van de Minganrivier in de Saint Lawrence, 37 km ten westen van Havre-Saint-Pierre en grenst aan het Mingan-Archipelago National Park. Het gebied was vroeger een belangrijk jachtgebied, vooral op zeehonden; verder benutten de Innu jachtgebieden langs de Magpierivier, Saint-Jean rivier en Romainerivier. Reservaat: Mingan (Ekuanitshu), ca. 19 km², bevolking: 634 (januari 2017).
- Pakua Shipu - De nederzetting Pakuashipi, "rivier met zandbanken" ligt op de westoever van de Saint-Augustinrivier nabij de monding in de Saint Lawrencebaai, 550 km noordoost van Sept-Îles. Het is geen reservaat maar een Innu-dorp dat tot het gebied van de gemeente Saint-Augustin behoort dat op de oostoever ligt. De bevolking telt 371 personen (januari 2017).

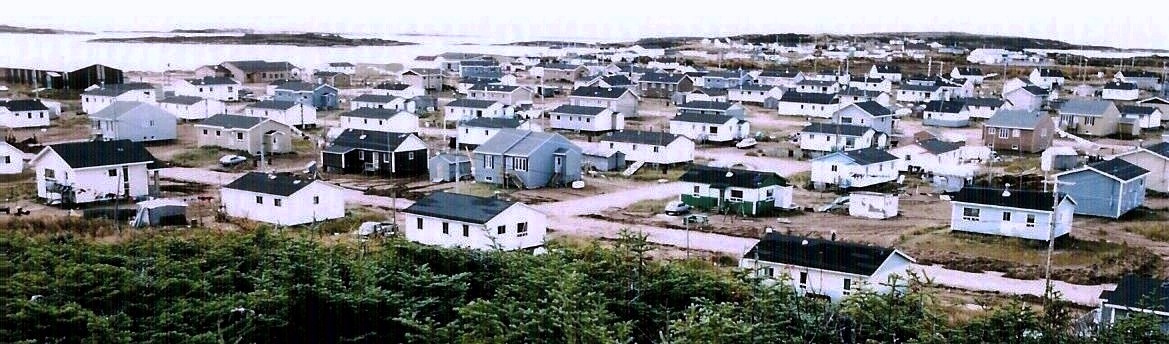
La Romaine

- Unamen Shipu – Het dorp La Romaine is een enclave in de gemeente Côte-Nord-du-Golfe-du-Saint-Laurent en ligt aan de monding van de Olomanerivier in de St Lawrencebaai, ca. 145 km ten noordoosten van Anticosti Island. Reservaat: ca. 40 ha, de bevolking telt 1.179 personen (2017).

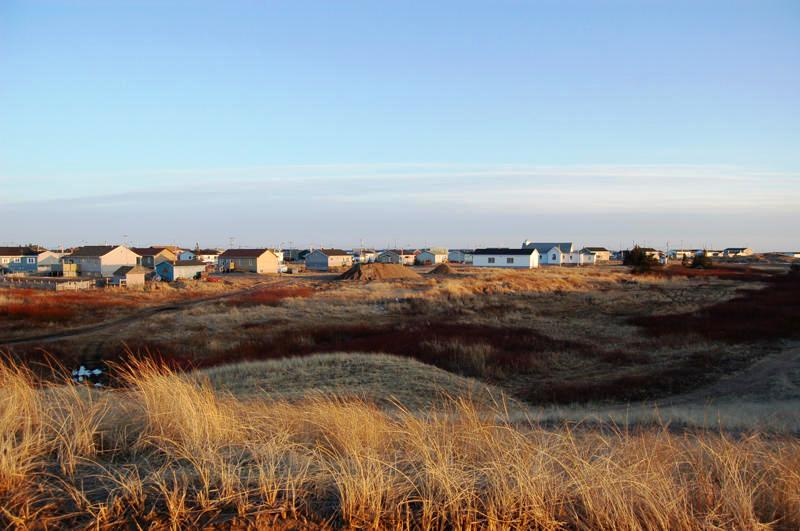
Natashkuan

- Natashquan - Het reservaat Natashquan ligt aan de monding van de gelijknamige rivier in de Saint Lawrence, 336 km oost van Sept-Îles. Het reservaat meet ca. 20 ha, de bevolking bedraagt 1.118 personen.[32]

#### Labrador / North West River Innu
- Sheshatshiu Innu First Nation[33]
 De nederzetting Sheshatshiu ligt bij Lake Melville aan de zuidoever van de North West River, ca. 30 km ten noorden van het stadje Happy Valley-Goose Bay, nabij de Inuitnederzetting North West River in de provincie Newfoundland en Labrador. De huidige First Nation bestaat uit vier vroegere Innugroepen: de Uashaunnu van Sept-Îles, de Mamit Innu van de benedenloop van de Saint Lawrence, de Mushuau Innu First Nation; de Mushuau Innu worden tot de Naskapi gerekend en vroeger vaak Innu van de toendra genoemd; verder de plaatselijke Tshishe-Shatshiunnu. Het reservaat is ca. 8 km² groot (800 ha), de bevolking telt 1.630 personen (januari 2017). Een deel van de Innu in Labrador woont in Labrador City, Wabush en Happy Valley-Goose Bay.[34]

### Naskapi First Nations

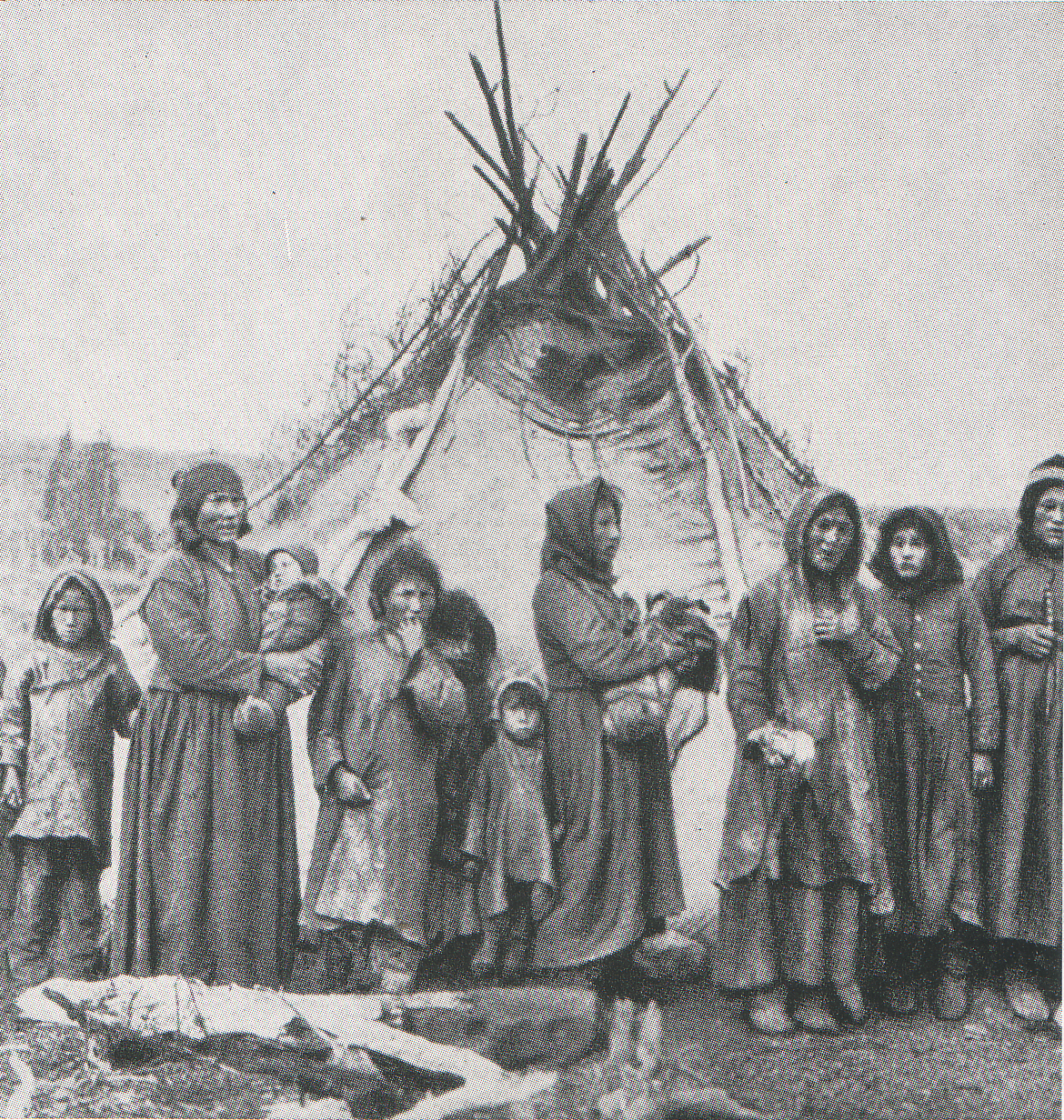
Naskapi vrouwen, in kleding van wol en hertenvacht

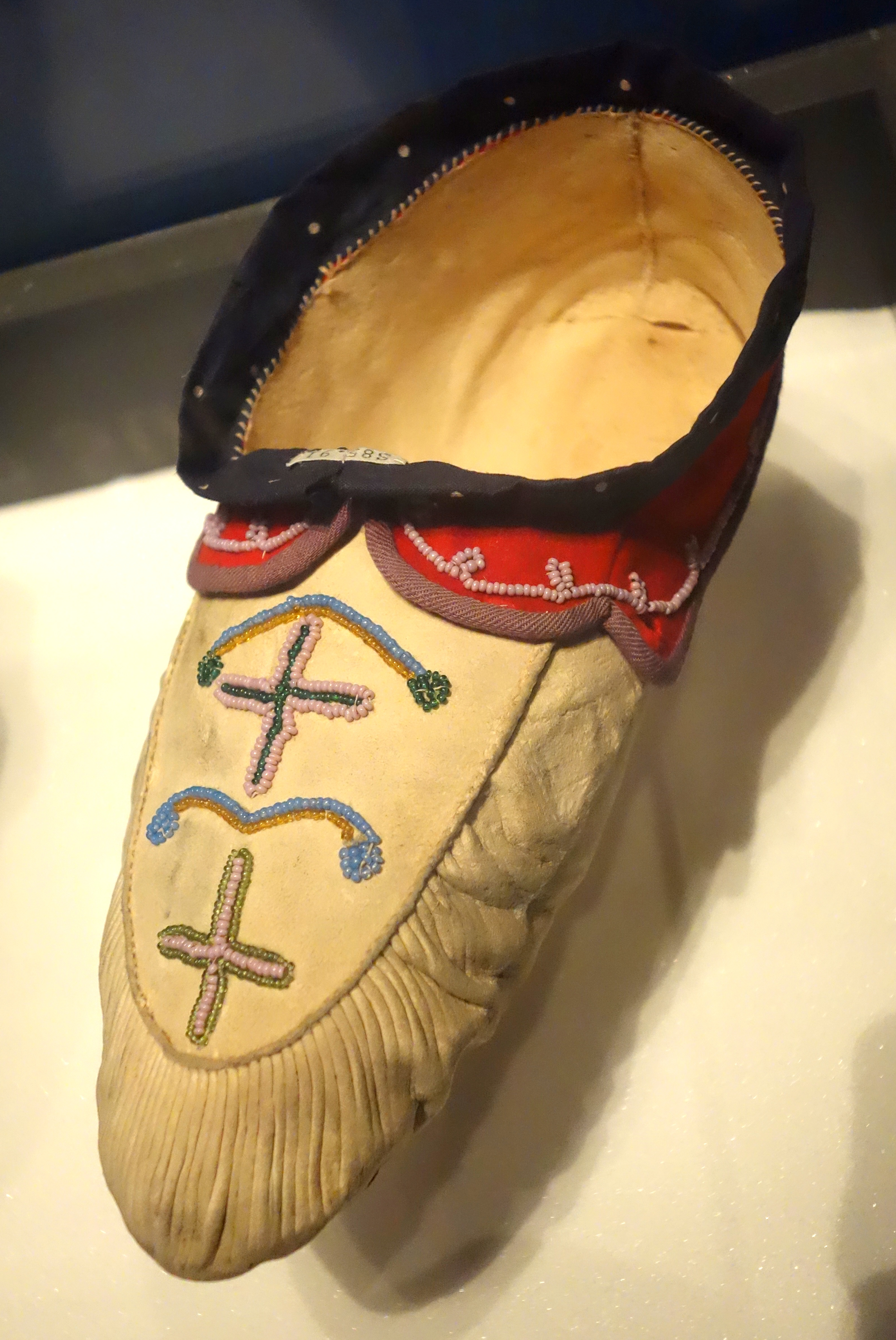
Nascapi moccassin, eind 19e eeuw, Bata schoenmuseum

- Naskapi Nation of Kawawachikamach ook Puatshishaimunnu of „Innu van Fort Chimo“.[35] De niet in dit gebied thuishorende Naskapi noemden Fort Chimo in hun taal Puatshishaimu. De stamleden kwamen oorspronkelijk uit het noorden van Quebec, moesten enkele keren gedwongen verhuizen en kwamen via de Inuit-nederzetting Kuujjuaq (Fort Chimo) in 1956 in Schefferville terecht om bij de mijnen en de spoorwegbouw werk te vinden. Later werden ze door de autoriteiten van Schefferville in een afgelegen plek aan het John Lake gevestigd, waar ze niet beschikten over elementaire voorzieningen en in armoede leefden. In 1968 werd het reservaat Matimekush voor de Naskapi en Innu van Schefferville ingericht (een enclave in Schefferville), waar de Naskapi ook heentrokken. Sindsdien worden ze als de Naskapi Band of Quebec aangeduid. In de jaren '70 begonnen de Naskapi gebiedsaanspraken tegenover de Canadese regering te claimen. In 1978 kregen ze als voorlopige toewijzing het Matimekush reservaat. Als deel van de overeenkomst werd door de Provinciale regering van Quebec in 1981 41,4 km² voor alleengebruik door de Naskapi overgedragen. In 1983 vestigden zich de eerste Naskapi in de hoofdvestiging Kawawachikamach, die aan het hier heersende klimaat is aangepast. Kawawachikamach ligt ca. 8 km noordoost van Schefferville aan de zuidoever van Lake Matemace en is ongeveer 16 ha groot. De bewoners leven nog deels van de jacht en visserij. Het reservaat heeft een oppervlakte van ca. 49 km², er wonen 698 mensen.[36]
- Mushuau Innu First Nation met de huidige nederzetting Natuashish. De „Innu van de toendra“, van Mushuat (=boomloos land) wonen in de provincie Newfoundland en Labrador. In 1967 werden de Mushuau Innu in Utshimassits op het eiland Iluikoyak voor de kust van Labrador gevestigd en aangeduid als Utshimassiunnu („Innu van de Davis Inlet“). In 1999 publiceerde Survival International de resultaten van een onderzoek in de Innu-dorpen van Labrador. Ze beoordeelden het beleid van de Canadese regering om mensen ver van hun oorsprongsgebieden te vestigen en het beoefenen van hun oude leefwijze te bemoeilijken.[37] Survival International achtte het beleid in conflict met internationaal recht en trok een parallel met de behandeling van Tibetanen door de Volksrepubliek China. Volgens het onderzoek dat liep over de periode 1990–1997, had de Innu-gemeenschap van de Davis Inlet zelfmoordcijfers die twaalf keer zo hoog waren als het Canadese gemiddelde, en meer dan drie keer zo hoog als in andere geïsoleerde dorpen in het noorden.[37] Op verzoek van de inwoners werd de vestiging verplaatst naar het vasteland. In de winter van 2002/2003 verhuisden ze naar de ca. 15 km westelijker gelegen kust van Labrador, naar de nederzetting Natuashish, ca. 295 km noord van Happy Valley-Goose Bay. Het reservaat Natuashish heeft een oppervlakte van ca. 43 km² en 936 bewoners (2016).[38]